# Напередвизначення

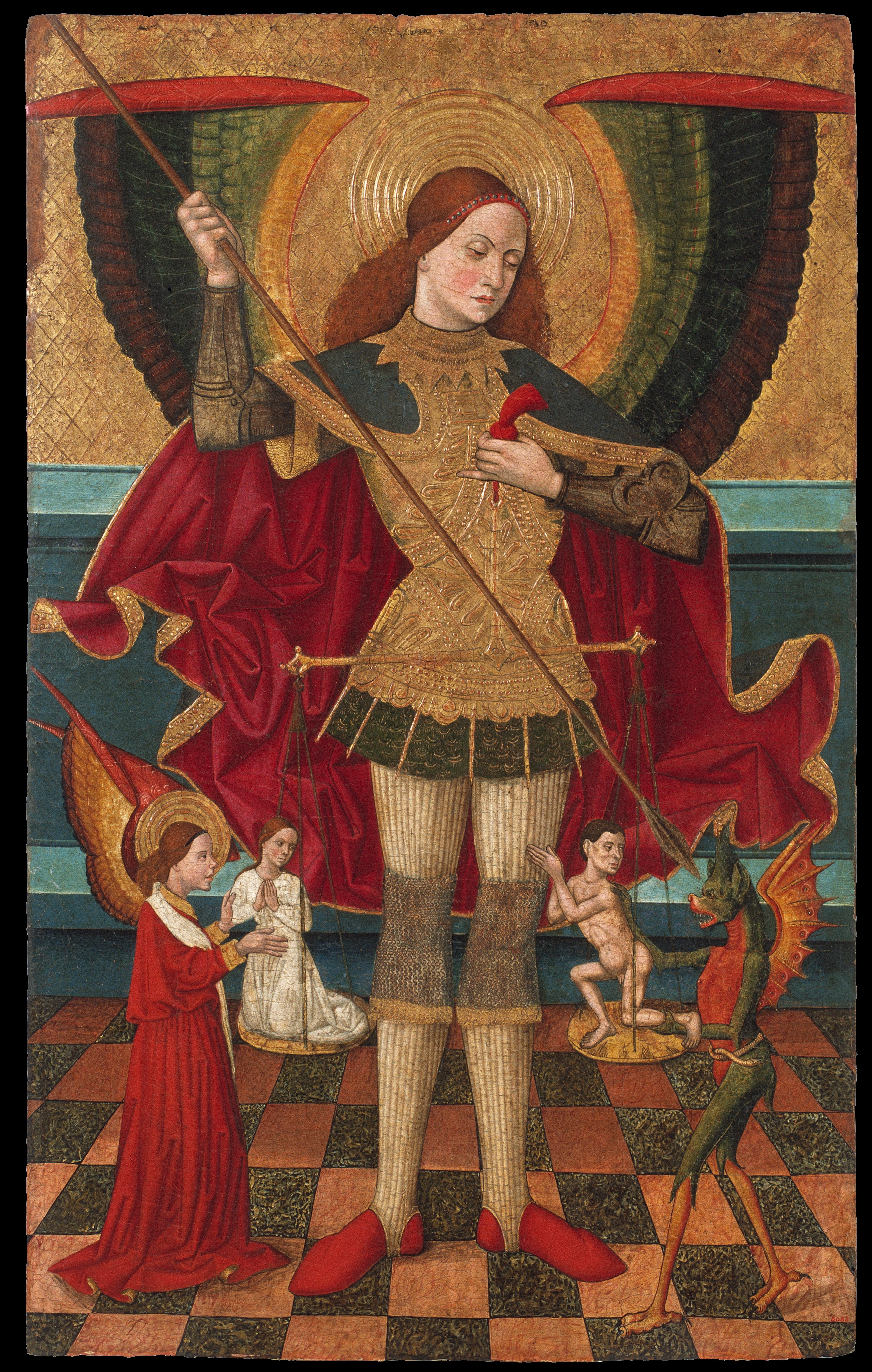
Абатство Іоанн Старший: Святий Михайло, що зважує душі.

Напередвизначення — богословська доктрина, яка стверджує, що всі події в світі визначені заздалегідь божою волею. Ця доктрина притаманна багатьом релігіям, зокрема протестантським течіям й ісламу. Особливе місце вона займає в кальвінізмі, який стверджує, що доля людини після смерті, довічні муки чи спасіння, вже визначені Богом, і людина безсила що-небудь змінити.
Доктрина напередвизначення має багато інтерпретацій, пов'язаних з намаганнями сумістити всемогутність Бога та свободу волі. Вона є богословським аналогом філософського детермінізму й буденних світоглядних понять долі, талану, фатуму. Напередвизначення відрізняється від філософського детермінізму тим, що Бог, як вважається, не тільки знає те, що було є й буде, але й визначив усе це своєю благодаттю.
У християнстві існують різні погляди на поєднання всемогутності Бога й свободи волі людини. Тоді як кальвінізм стверджує, що засудження чи спасіння людини вирішене Богом, а тому її вчинки є лише маніфестацією цього рішення, протилежний погляд твердить, що Бог надав людині своєю благодаттю свободу вибору, і людина може прийняти чи відмовитися від дарованого Богом спасіння в залежності від вчинків свого життя.
Юдаїзм, хоча й визнає всемогутність Бога, здебільшого відмовляється від напередвизначення як несумісного зі свободою волі й моральною відповідальністю. Іслам вважає, що на все є воля Аллаха.

## Православ'я і напередвизначення
|                                     | Пророцтво, Напередвизначення і Промисл розрізняються в Бозі за своїми діями. Промисл відноситься до творіння. Але пророцтво і напередвизначення були в Бозі перед буттям світу, хоча й різні між собою. Пророцтво є одним знанням майбутнього, без визначення його зокрема, тобто воно не визначає існування тієї чи іншої речі. А напередвизначенням є визначенням приватним, тобто воно і визначає, що має бути. Але визначає тільки добре, а не зле, бо якби воно визначало і зле, то це було б огидно природній Божій властивісті – доброті. Отже, справедливо можна сказати, за нашим уявленням, що пророцтво в Бозі передує, за ним слідує Напередвизначення, а після творіння виникає і Промисл про сотворене. Цьому вчить апостол: «Бо кого Він впізнав, тим і визначив бути подібними до образу Сина Свого… А кого Він визначив, тих і покликав, а кого покликав, тих і виправдав; а кого виправдав, тих прославив» (Рим. 8:29-30). Втім, ці слова слід відносити тільки до людини, оскільки інші творіння (крім Ангелів, що перебувають у твердому і незмінному стані) не підлягають визначенню, оскільки не мають свободи, а тому в них не може бути жодного гріха. І все, що вони роблять, роблять за природою, і тому не караються, і не нагороджуються. |
| — Православне сповідання (113, 181) | |

Східна (або Халкедонська) православна церква сповідує віру, відмінну від лютеранських, кальвіністських та армініанських протестантських поглядів. Різниця полягає в інтерпретації первородного гріха, відомого як «прабатьківський гріх», де православні не вірять у повну зіпсованість. Православні відкидають пелагіанську думку, за якою первородний гріх не пошкодив людську природу; вони вважають, що людська природа зіпсована, але, незважаючи на падіння людини, божественний образ, який вона несе, не був знищений.
Православна церква відкидає напередвизначення і підтримує ідею свободи волі й дотримується вчення про синергію (грец. συνεργός, що означає спільна робота), яке свідчить, що людина має свободу і повинна, якщо вона хоче спастись, прийняти та діяти з благодаттю Божою. Святий Іоанн Касіан, отець церкви IV століття та учень святого Іоанна Золотоуста, сформулював цю точку зору, і всі східні отці прийняли її. Він вчив, що «Божественна благодать необхідна для того, щоб грішник міг повернутися до Бога і жити, але людина повинна спочатку сама захотіти і спробувати вибрати Бога і коритися Йому», і що «Божественна благодать необхідна для спасіння, але вона не обов'язково повинна передувати вільному вибору людини, тому що, незважаючи на слабкість людського воління, воля може взяти на себе ініціативу щодо Бога».
Деякі православні християни використовують притчу про потопаючого для наочної ілюстрації вчення про синергію: Бог з корабля кидає канат потопаючому, витягує його, рятуючи, а людина, якщо хоче врятуватися, має міцно триматися за канат; пояснюючи одночасно, що спасіння — дар Божий і людина не може врятуватися сама, і що людина має співпрацювати (syn-ergo) з Богом у процесі спасіння.
Федір Достоєвський, російський православний прозаїк, запропонував багато аргументів за і проти свободи волі. Відомі аргументи можна знайти в розділі «Великий інквізитор» у «Братах Карамазових» і в його праці «Записки з підпілля» . Він також висунув аргумент, що самогубство, якщо воно ірраціональне, насправді є підтвердженням свободи волі (див. Кирилов у романі «Демони»). Що стосується аргументу, викладеного в розділі «Бунт» братів Карамазових, що страждання невинних не варті ціни вільної волі, Достоєвський, схоже, пропонує ідею апокатастасису (або загального спасіння) як одне з можливих раціональних рішень.

## Протестантизм

### Порівняння
| Течії | Лютеранство                           | Кальвінізм                                           | Армініанство                                  |
| ----- | ------------------------------------- | ---------------------------------------------------- | --------------------------------------------- |
| Вибір | Безумовний вибір на шляху до спасіння | Безумовний вибір на шляху до спасіння з репробацією. | Умовний вибір з врахуванням віри або невір'я. |

### Лютеранство
Лютерани історично дотримуються безумовного вибору в спасінні. Однак лютерани не вірять, що є певні люди, яким зумовлено спасіння, тож вважається, що спасіння зумовлене для тих, хто шукає Бога.  Лютерани вважають, що християни повинні бути впевнені в тому, що вони входять до зумовлених. Однак, вони не згодні з тими, для кого напередвизначення є джерелом спасіння, а не страждання, смерть і воскресіння Христа. На відміну від деяких кальвіністів, лютерани не вірять у напередвизначення до прокляття. Натомість лютерани вчать, що вічне прокляття є результатом заперечення невіруючим прощення гріхів і власної зневіри в Бозі.
Ставлення Мартіна Лютера до напередвизначення викладено у його роботs "Про рабство волі" ", опублікованій 1525 року. Ця публікація Лютера стала відповіддю на опублікований в 1524 трактат Еразма "Про свободу волі".

### Кальвінізм
Бельгійське віросповідання 1561 року стверджувало, що Бог «визволяє і зберігає» від загибелі «всіх, кого Він у Своєму вічному і незмінному соборі з простої доброти обрав у Христі Ісусі, Господі нашому, незважаючи на їхні справи» (ст. XVI). Кальвіністи вірять, що Бог вибрав тих, кого він врятує і візьме з собою на Небеса, ще до того, як світ був створений. Вони також вірять, що ті люди, яких Бог не врятує, потраплять до пекла. Жан Кальвін вважав, що люди, які були врятовані, ніколи не можуть втратити своє спасіння, і «обрані» (ті, кого Бог врятував) будуть знати, що вони врятовані завдяки своїм діям.
У цьому загальному, вільному розумінні цього терміна, ствердження або заперечення приречення має особливе ставлення до кальвіністської доктрини безумовного обрання. У кальвіністській інтерпретації Біблії ця доктрина зазвичай має лише пастирське значення, пов'язане із забезпеченням спасіння та відпущенням гріхів лише по благодаті. Однак філософські наслідки вчення про обрання і приречення іноді обговорюються поза цими систематичними межами. В рамках теми вчення про Бога (власне богослов'я), напередвизначальне рішення Бога не може залежати ні від чого поза ним самим, тому що всі інші речі залежать від нього в існуванні та значенні. В рамках вчення про спасіння (сотеріології) напередвизначене рішення Бога здійснюється з пізнання Богом власної волі (Рим. 9:15), а тому не залежить від людських рішень (скоріше, вільні людські рішення є похідними від рішення Бога, який задає тотальну реальність, в межах якої ці рішення приймаються, у вичерпних деталях: тобто, нічого не залишається на волю випадку). Кальвіністи не претендують на розуміння того, як це працює, але вони наполягають на тому, що Святе Письмо вчить як про суверенний контроль Бога, так і про відповідальність і свободу людських рішень.
Кальвіністські групи використовують термін «гіперкальвінізм» для опису кальвіністських систем, які беззастережно стверджують, що намір Бога знищити одних дорівнює його наміру врятувати інших. Деякі форми гіперкальвінізму мають расові наслідки, як, наприклад, коли голландський кальвіністський теолог Франциск Гомарус стверджував, що євреї, через їхню відмову поклонятися Ісусу Христу, були членами невибраних, як стверджував сам Джон Кальвін, спираючись на І Івана 2:22-23 у Новому Завіті Біблії. Деякі голландські поселенці в Південній Африці стверджували, що чорношкірі люди були синами Хама, яких Ной прокляв на рабство, згідно з Буттям 9:18-19, або проводили аналогії між ними і ханаанейцями, пропонуючи ідеологію «обраного народу», подібну до тієї, яку сповідували прихильники єврейської нації. Це виправдовувало расову ієрархію на землі, а також расову сегрегацію конгрегацій, але не виключало чорношкірих з числа обраних. Інші кальвіністи рішуче заперечували проти цих аргументів (див. Африканський кальвінізм).
Кальвіністська доктрина полягає в тому, що Бог має милість або утримує її, з особливим усвідомленням того, хто має бути одержувачем милості у Христі. Тому із загальної кількості людських істот обираються конкретні особи, які будуть врятовані від поневолення гріхом і страхом смерті, а також від покарання за гріх, щоб вічно жити в його присутності. Ті, хто спасається, запевняються через дари віри, таїнства і спілкування з Богом через молитву і примноження добрих справ, що їхнє примирення з Ним через Христа вирішується суверенним визначенням Божої волі. Бог також має особливу свідомість щодо тих, кого оминає Його обрання, хто не має виправдання за свій бунт проти Нього і буде судимий за свої гріхи.
У питанні приречення кальвіністи зазвичай поділяються на інфралапсаріанців (іноді їх називають "сублапсаріанцями") та супралапсаріанців. Інфралапсаріанці тлумачать біблійне обрання Бога, щоб підкреслити Його любов (1 Івана 4:8; Ефесян 1:4б-5а) і те, що Він обрав Своїх обранців, враховуючи ситуацію після гріхопадіння, тоді як супралапсаріанці тлумачать біблійне обрання, щоб підкреслити Божий суверенітет (Римлянам 9:16) і те, що гріхопадіння було здійснене за Божою постановою про обрання. В інфралапсаріанстві обрання є Божою відповіддю на гріхопадіння, в той час як в супралапсаріанстві гріхопадіння є частиною Божого плану обрання. Незважаючи на цей поділ, багато кальвіністських богословів вважають, що дебати навколо інфра- та супралапсаріанської позицій є такими, в яких можна зібрати мізерні докази з Писання в будь-якому напрямку, і які, в будь-якому випадку, мало впливають на загальну доктрину.
Деякі кальвіністи відмовляються описувати вічний Божий наказ в термінах послідовності подій або думок, і багато хто застерігає від спрощень, пов'язаних з описом будь-якої дії Бога в спекулятивних термінах. Більшість з них розрізняють позитивний спосіб, в який Бог обирає деяких людей для отримання благодаті, і спосіб, в який благодать свідомо утримується, щоб

### Мунізм
Ще один погляд на передвизначення пропонує «Виклад Принципу», теологічний текст Церкви об’єднання. Це вчення проводить чітку межу між передвизначенням Божої волі (або мети) та передвизначенням здійснення цієї волі. Згідно з цим поглядом, Божа воля є абсолютною: Його остаточна мета для людства та творіння незмінна і буде досягнута за будь-яких обставин. Однак шлях до її реалізації та доля конкретних людей є умовними, оскільки Бог віддає людині певну частку відповідальності, яку вона має виконати своєю вільною волею.
Таким чином, передвизначення щодо окремої людини стосується не її спасіння чи засудження, а її місії в Божому провидінні. Бог може обрати людину для виконання важливої ролі, але успіх цієї місії залежить від самої людини. Якщо обрана особа не виконує свою відповідальність, вона втрачає свою позицію, і Бог змушений шукати іншу людину чи народ, щоб продовжити здійснення Своєї абсолютної мети. Цей підхід відкидає фаталізм і стверджує, що хоча кінцева мета Бога незмінна, історія її досягнення може змінюватися через людську свободу вибору.

## Виноски
1. ↑  «Predestination»,  The American Heritage New Dictionary of Cultural Literacy, Third Edition. Houghton Mifflin Company, 2005. 13 Jun 2011 at Dictionary.com. Архів оригіналу за 3 березня 2016. Процитовано 29 липня 2016.
2. ↑  О., Стасюк, Л. (2007). Генеалогія концепції напередвизначення в антропологічному зрізі кальвіністського віросповідання. Вид-во ЖДУ ім. І.Франка. OCLC 795142601. Архів оригіналу за 26 листопада 2021. Процитовано 26 листопада 2021.
3. ↑  Предвидение и предопределение Божие - Православный портал «Азбука веры». azbyka.ru (рос.). Процитовано 26 листопада 2021.
4. ↑  Иоанн Златоуст, святитель. Беседа на слова: «И видехом славу Его…» (Ин. 1: 14) // Христианское чтение. 1835. Ч. 2. С. 33. Архів оригіналу за 26 листопада 2021. Процитовано 26 листопада 2021.
5. ↑  Acts 13:48, Eph. 1:4–11, Epitome of the Formula of Concord, Article 11, Election [Архівовано 2008-10-10 у Wayback Machine.], Mueller, J.T., Christian Dogmatics. St. Louis: Concordia Publishing House, 1934. pp. 585–9, section "The Doctrine of Eternal Election: 1. The Definition of the Term", and Engelder, T.E.W., Popular Symbolics. St. Louis: Concordia Publishing House, 1934. pp. 124–8, Part XXXI. "The Election of Grace", paragraph 176.
6. ↑  2 Thess. 2:13, Mueller, J.T., Christian Dogmatics. St. Louis: Concordia Publishing House, 1934. pp. 589–593, section "The Doctrine of Eternal Election: 2. How Believers are to Consider Their Election, and Engelder, T.E.W., Popular Symbolics. St. Louis: Concordia Publishing House, 1934. pp. 127–8, Part XXXI. "The Election of Grace", paragraph 180.
7. ↑  1 Tim. 2:4, 2 Pet. 3:9, Epitome of the Formula of Concord, Article 11, Election [Архівовано 2008-10-10 у Wayback Machine.], and Engelder's Popular Symbolics, Part XXXI. The Election of Grace, pp. 124–8.
8. ↑  Hos. 13:9, Mueller, J.T., Christian Dogmatics. St. Louis: Concordia Publishing House, 1934. p. 637, section "The Doctrine of the Last Things (Eschatology), part 7. "Eternal Damnation", and Engelder, T.E.W., Popular Symbolics. St. Louis: Concordia Publishing House, 1934. pp. 135–6, Part XXXIX. "Eternal Death", paragraph 196.
9. ↑  Розділ 1. Призначення Божої волі. 8books.net (укр.). Процитовано 25 червня 2025.
10. ↑  Розділ 2. Призначення щодо виконання Божої волі. 8books.net (укр.). Процитовано 25 червня 2025.
11. ↑  Розділ 3. Призначення щодо людини. 8books.net (укр.). Процитовано 25 червня 2025.